# Asseria

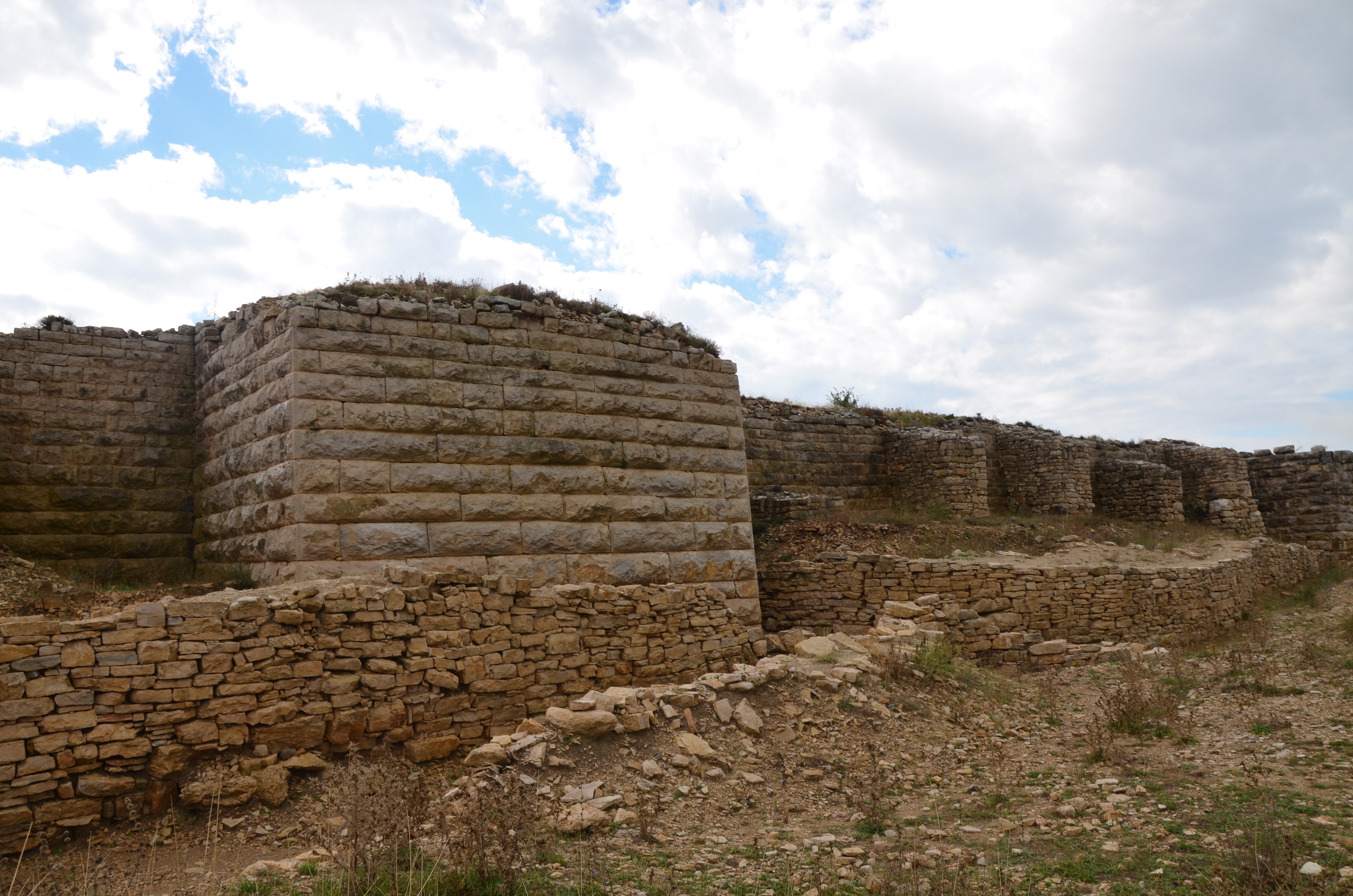
Ruinen der Stadtmauern von Asseria

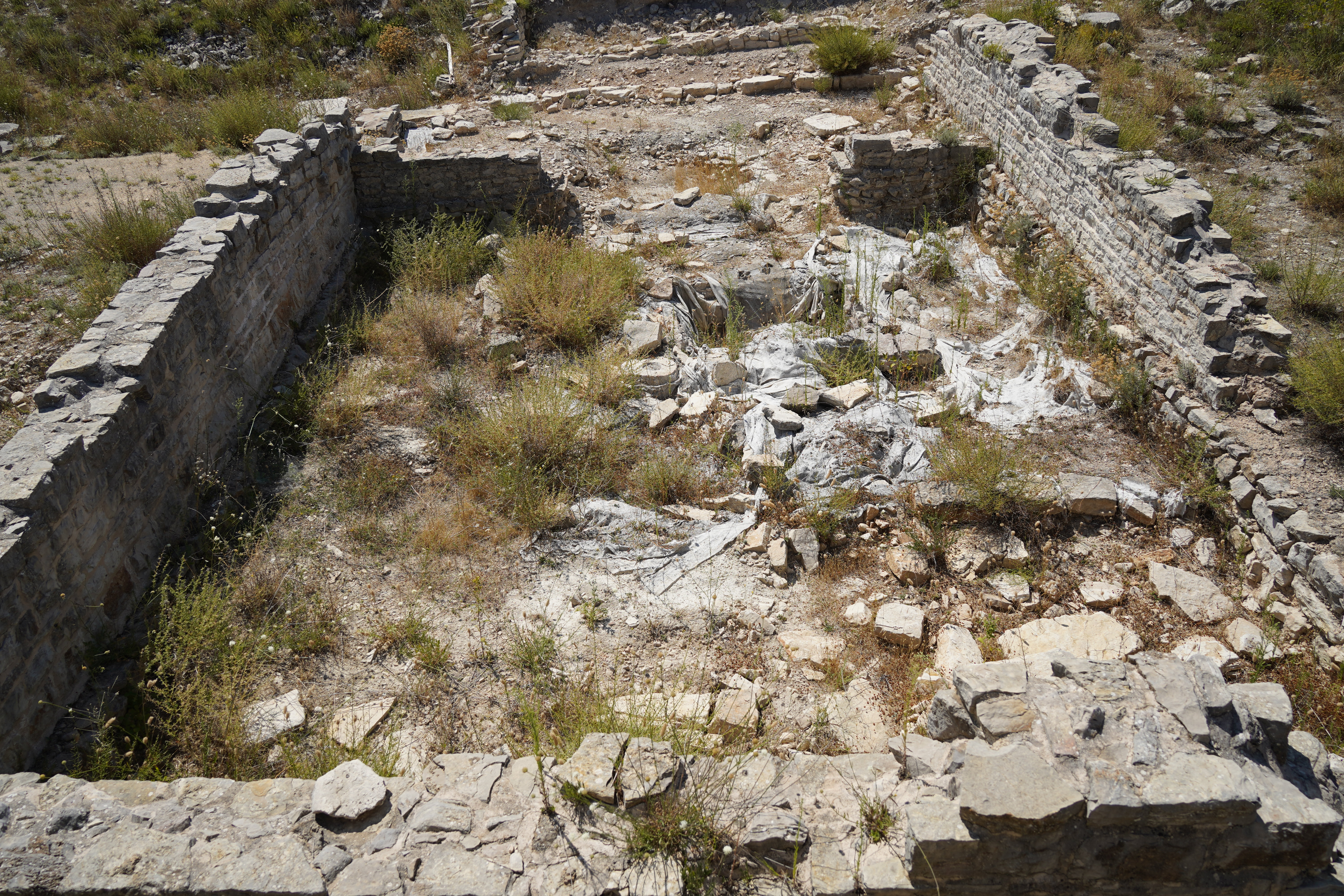
Überreste eines Hauses

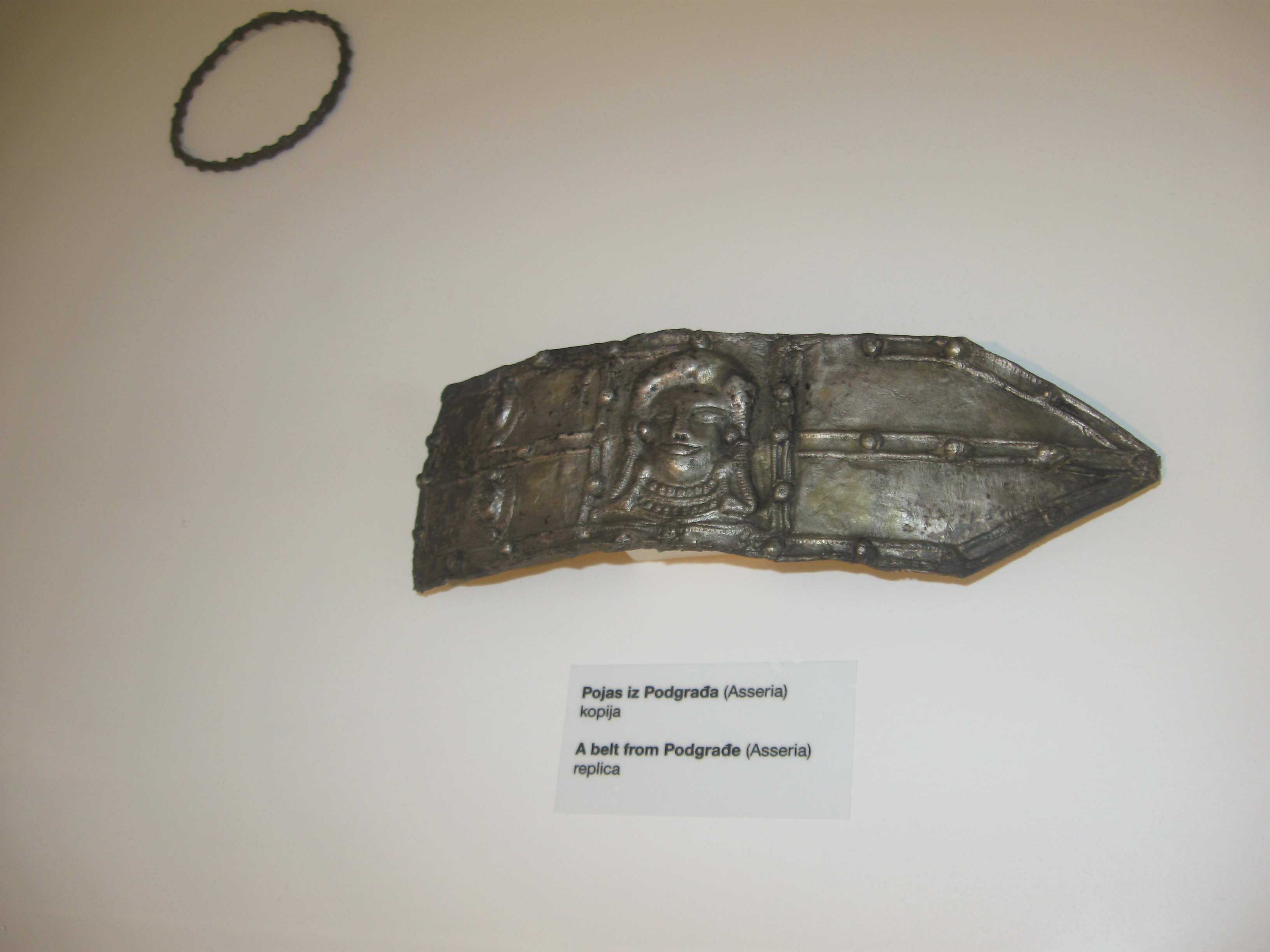
Gürtel aus Asseria, Replikat, Archäologisches Museum Zadar

Asseria ist eine antike Ruinenstätte, die sich wenige Kilometer vom kroatischen Benkovac entfernt befindet, und die vom 5. Jahrhundert v. Chr. bis zum 6. Jahrhundert n. Chr. besiedelt war. Die spätantiken, monumentalen Stadtmauern ersetzten weitgehend die frühe römische und die liburnische Verteidigungsanlage. Funde von Gräbern, Keramik und vermauerten Spolien lassen eine begrenzte Rekonstruktion der Geschichte zu. Auf dem Gelände befindet sich eine Kirche des Heiligen Geistes, die Crkva Duha Svetoga.

## Geschichte
Die stadtartige Anlage, eher als Wallburg anzusprechen, wurde wohl von Liburnern im 5. bis 4. Jahrhundert v. Chr. errichtet, jedenfalls entstanden zu dieser Zeit die ersten Befestigungen, die bis etwa 100 v. Chr. in Gebrauch waren. Die Liburner erscheinen ihrerseits erst ab dem 4. Jahrhundert v. Chr. in den Quellen.
Nachdem die Liburner, die ab dem 2. Jahrhundert pauschal zu den Illyrern gezählt wurden, von den Römern besiegt worden waren, wurde Asseria von Römern besiedelt, wie Ziegelstempel und Inschriften belegen. In dieser Epoche wurde sie zum Municipium erhoben, ein Aquädukt gebaut. Die römische Fundstätte misst etwa 450 mal 150 Meter. In der frühen Kaiserzeit entstand eine neue Mauer.
Wohl durch die Plünderzüge von Awaren – noch im 6. Jahrhundert wurden die Stadtmauern, wie an zahlreichen Stellen auf dem Balkan, erneuert und verstärkt –, später Slawen, verlor die Stadt ihre beherrschende Stellung.
Bei Ptolemäus II 16, 6 erscheint der Stadtname verschrieben als Ἀσσεσία (Assesia), in der Tabula Peutingeriana, ursprünglich eine römische Straßenkarte, als Asserie; „Asseriates civitas Liburnorum im conventus Scardonitanus“ bei Plinius. CIL-Inschrift nr. 2840; Suppl. 9938 aus dem Jahr 70 n. Chr.: „iudices dati inter rem p. Asseriatium et rem p. Alveritarum“.

## Wiederentdeckung, Ausgrabungen

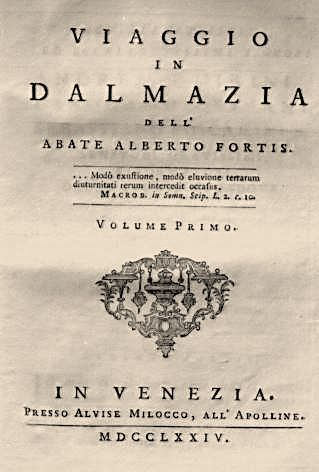
Alberto Fortis Viaggio in Dalmazia, 2 Bände, Venedig 1774; zwei Jahre später wurde das Werk ins Deutsche übersetzt.

Der Reisende und Autor Alberto Fortis bemerkte die Anlage in einem seiner Werke aus dem Jahr 1774 und widmete ihr eine Zeichnung. Erste Gräben wurden 1835 versuchsweise angelegt, und zwar unter der Leitung von Wenzel Vetter von Lilienberg. 1835 erscheint sie in einer Karte, die die österreichischen Behörden erstellen ließen. 

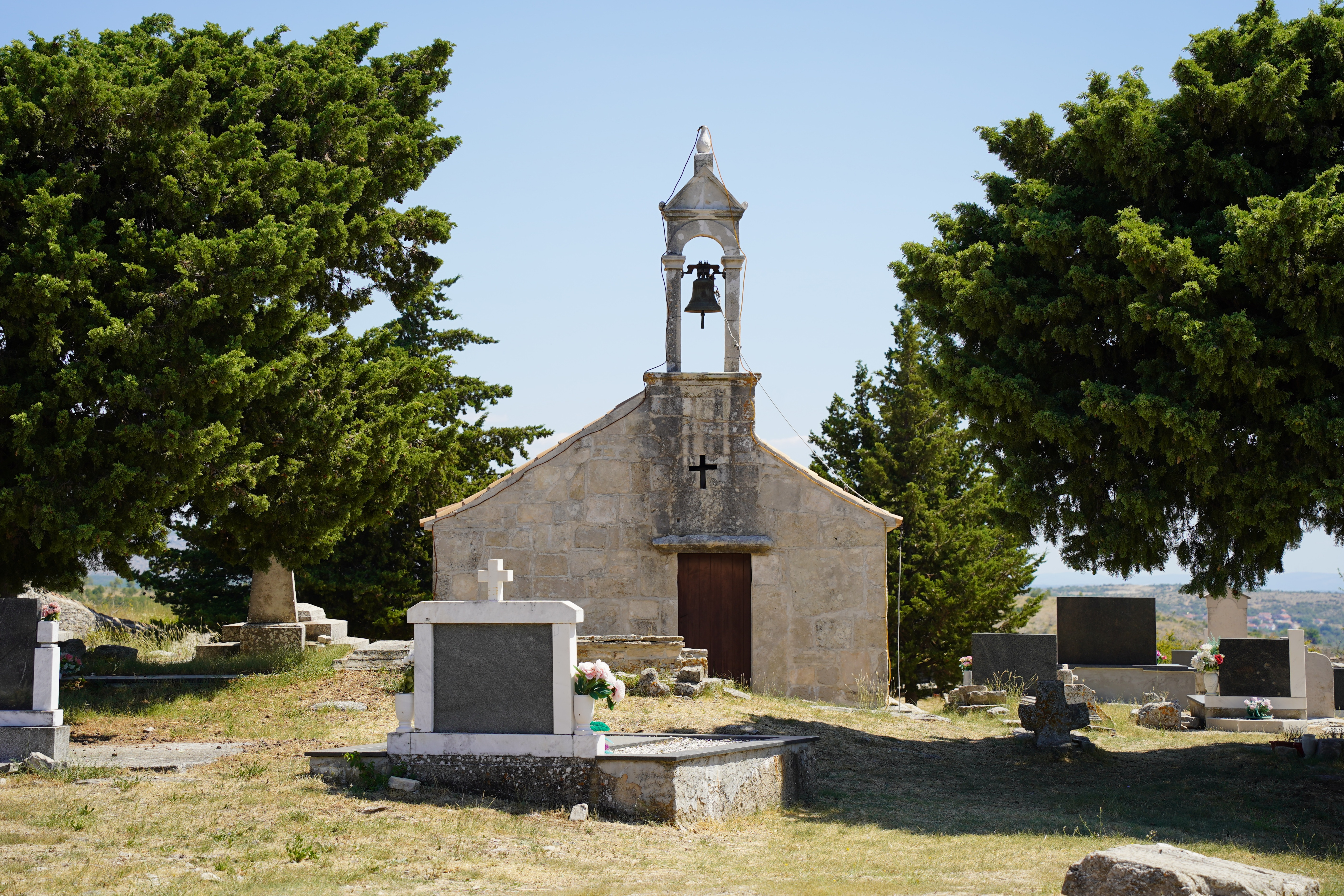
Die Kirche auf dem Grabungsgelände, nebst Friedhof

Weitere Ausgrabungen unter österreichischer Leitung begannen um 1900, wobei neben den Mauern zahlreiche Spolien nachgewiesen werden konnten, die in der Verteidigungsanlage verbaut worden waren. Auch ließ sich ein Forum und ein Portikus nachweisen, ein Überrest des westlichen Stadttors, sowie ein monumentales, in die Stadtmauer eingefügtes Tor aus dem 2. Jahrhundert. Die Mauer, in Terra-quadrata-Technik aufgeführt, gibt dem Monument Ähnlichkeit mit griechischen Städten. Ein im frühen 20. Jahrhundert erstellter Plan österreichischer Archäologen zeigt eine Stadt von mehr als fünf Hektar Fläche. Die insgesamt wenig ertragreichen Forschungen wurden erst mit neuen Grabungen ab 1998 vertieft. Erneut erfolgten Grabungen von 2003 bis 2016.

## Eisenzeitliche Ummauerung
Die liburnische Mauer erhob sich auf einem Plateau von 435 mal 150 m, 94 m über dem Benkovačko.Polje-Tal. Die Siedlung befand sich in Sichtkontakt mit den benachbarten Orten. 17 km westlich von Asseria befindet sich Pakoštane direkt an der Adria, eine Stadt, die Asseria möglicherweise als Hafen gedient hat.
Der Bau von Asseria fällt in die Phase IV der Liburnischen Kultur (5. Jahrhundert v. Chr.); große Mengen von Keramik fanden sich aus der Phase V (4.–3. Jahrhundert v. Chr.). 1999 bis 2002 wurden acht liburnische Gräber vor der antiken Westmauer entdeckt. 30 Schmuckstücke, meist Fibeln, wurden gesichert. 2007 bis 2016 ließ sich der Verlauf der liburnischen Mauer im Norden erschließen; auch der Bereich um den Westeingang ließ sich nun archäologisch belegen, ebenso wie Trockenmauern im Süden und Osten. Am besten ist der vor-römische Wall im Norden erhalten, wo er sich über 120 m erstreckt. Die ersten Ausgräber erreichten um 1900 nicht die prähistorischen Schichten.
Die liburnische Mauer, errichtet aus Bruchsteinen, Steinblöcken und verfüllt mit Erde, erhebt sich hier zwischen 1,0 und 1,8 m, doch dürfte ihre ursprüngliche Höhe zwischen 3 und 4 m gelegen haben. Der Nordeingang war nur 80 cm breit, erlaubte also keinen Wagenverkehr. 2005 bis 2009 wurde zwischen dem 2. und dem 3. nördlichen Turm der Römermauer auf einer Länge von 30 m gegraben. Direkt neben dem 3. römischen Turm (alle an der Nordmauer) befand sich zuvor ein liburnischer Eingang, wohl der breiteste. Er war trichterförmig angelegt und seitwärts stark befestigt. Bis 2016 konnte der Mauerverlauf auch im Nordosten festgestellt werden.
Der Haupteingang befand sich an der Westseite der Maueranlage. Der Mauerverlauf ist allerdings kaum mehr nachweisbar, außer anhand von vor der Mauer gefundenen Gräbern, weil die römische Mauer die liburnische ersetzte, bzw. diese weitgehend überbaute. Dieser Haupteingang war 1,8 m breit, also mehr als doppelt so breit, wie der im Norden. Ebenso wie dort lassen sich hier spät-liburnische Verstärkungen und Vertiefungen erkennen. 
Im Gegensatz zu den anderen Mauerabschnitten wurde der im Süden nicht spätantik überbaut. Dort ragen die Mauern bis zu 3,5 m hoch. In diesem Bereich fand sich hellenistische Keramik. Auch im Osten ließ sich der ungefähre Mauerverlauf nachweisen. Dabei halfen auch hier Keramikfunde bei der Datierung. Diese Keramik aus Attika, aber auch aus Süditalien ließ sich ins 6. bis 4. Jahrhundert v. Chr. datieren.

## Römische Ummauerung

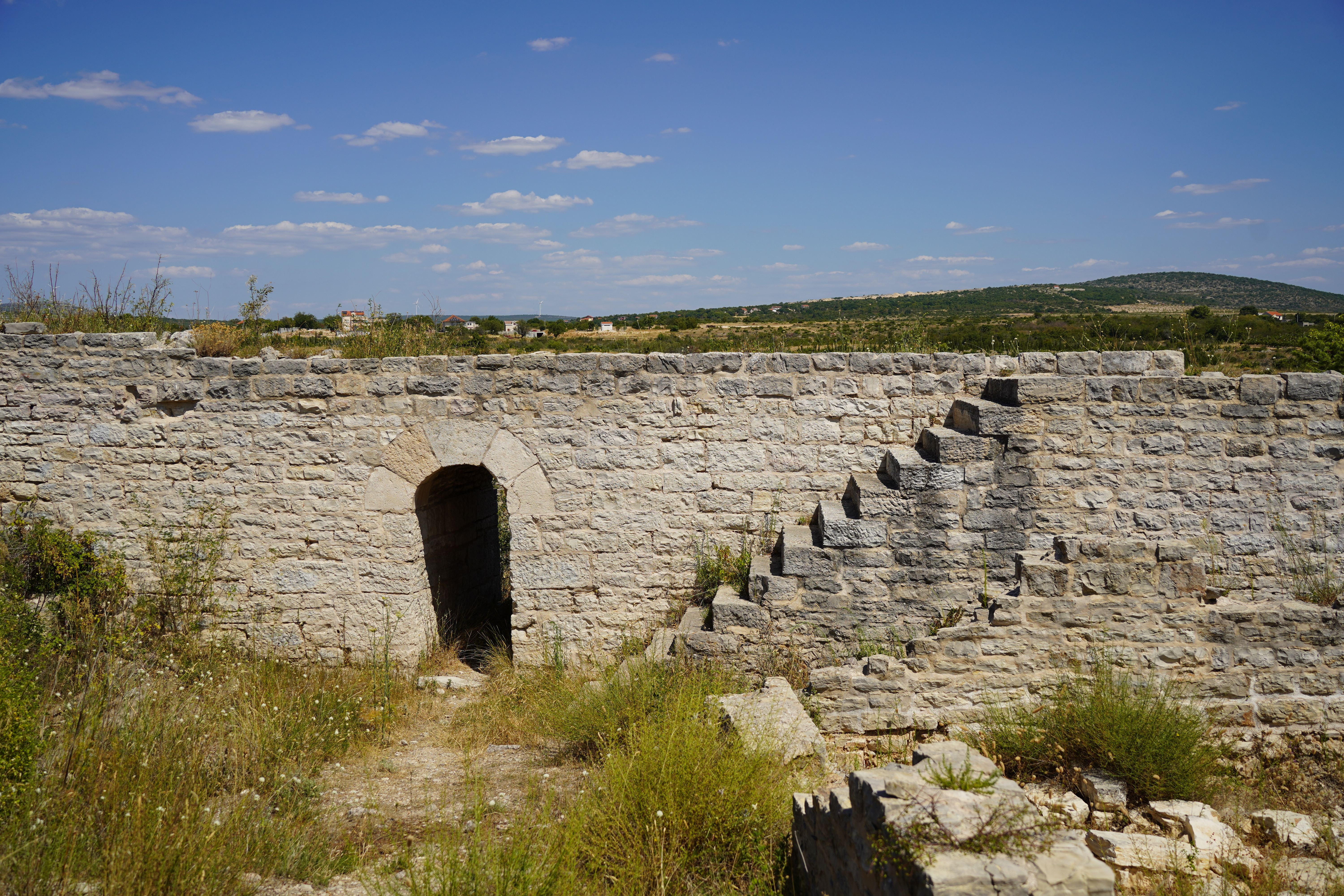
Mauerabschnitt mit gut erhaltenem Durchgang

Nur die westlichen und nördlichen Abschnitte, die sich bis zu 5 m hoch erheben, wurden vollständig ausgegraben. Dabei folgt der Verlauf der römischen Stadtmauer parallel der ihres Vorgängerbaus, nur dort, wo es den Erbauern notwendig erschien, kam es zu Überlappungen.
Am besten erhalten ist der Westabschnitt der Mauer. Ausgegraben wurde dieser in einer Länge von 60 m zwischen dem ersten nördlichen Tor und dem Haupttor. Vor der Mauer wurden sechs liburnische Gräber des 4. und 3. Jahrhunderts v. Chr. entdeckt. Die römische Mauer entstand im 1. Jahrhundert v. Chr. und wurde unmittelbar auf den anstehenden Fels gebaut, und zwar von zwei Richtungen zugleich fortschreitend.
Ihr Verlauf folgte dem abfallenden Gelände. Am Haupttor befindet sich eine von zwei Mauern eingefasste, 17 m lange und 4 m breite Passage, die sich ins Innere der Stadt erstreckte. Daran schloss sich eine knapp 2,5 m breite Straße an. In der Spätantike wurde die Eingangspassage schmaler.
Die gefährdetste Stelle, die Nordmauer, wurde besonders stark ausgeführt. Dazu wurde nicht nur die Mauer verstärkt, sondern es wurden auch vier Türme errichtet. In der Spätantike wurde vor die kaiserzeitliche Mauer eine noch mächtigere Verteidigungsanlage gebaut. Schon im 2. Jahrhundert war auf dieser Seite ein monumentales Stadttor entstanden. Dieses Tor war Kaiser Trajan anlässlich seiner Erfolge gegen die Daker gewidmet, daher wurde es in der Literatur als Trajansbogen bezeichnet. Zwei Inschriften lassen eine genaue Datierung zu. Allerdings wurde der Bogen seit dem 19. Jahrhundert fast vollständig zerstört. Warum der Bogen schräg zum Mauerverlauf steht, ist bisher ungeklärt. Der Abschnitt zwischen dem 3. und dem 4. Turm in der Nordmauer ist etwa 2,5 dick. An der Innenseite der Anlage ließen sich Überreste von Trockenmauern nachweisen, die in das 13. bis 15. Jahrhundert datieren.
170 m südlich des vierten nördlichen Turms fand sich bei den Grabungen um 1900 an der rund 350 m langen und 3,2 m dicken Ostmauer ein weiterer Turm. Dieser deckt einen nur 1,28 m breiten Durchgang. 1999 wurde ein weiterer Turm nachgewiesen.
Am wenigsten erforscht ist die 418 m lange Südmauer, wo 2007 erstmals Ausgrabungen stattfanden. Auch hier sind einige Abschnitte bis zu einer Höhe von 4–5 m erhalten. Bisher wurde kein Turm nachgewiesen, jedoch wies der Plan von 1835 einen solchen auf. Der Durchgang wurde in der Spätantike verschlossen.
Südöstlich des Forums lässt sich ein weiterer Eingang erschließen, wie ihn der Plan von 1774 ausweist. Auch an diesem Mauerabschnitt – bis zu 3,5 hoch, 1,8 m stark – fanden mehrfach Umbauten statt, zuletzt in der 2. Hälfte des 4. oder im frühen 5. Jahrhundert. Dabei wurden Türme unmittelbar an die Stadtmauer angefügt, um sich den veränderten Belagerungstechniken anzupassen. Dabei wurden Spolien aus Häusern verbaut, in einem Falle eine kopflose Statue in einen der Türme. Das herausragende Element der neuen Anlage ist allerdings eine vorgelagerte massive Mauer der Spätantike (proteichisma). Diese ist auf einer Länge von 220 m untersucht worden. Entdeckt wurde ein Relief mit der Darstellung der kapitolinischen Wölfin nebst Romulus und Remus, dazu Reste des Grabmals des Ädils und Duoviren Caius Titius Priscinus. Verbaut wurden zahlreiche Cippi, zum Teil aus liburnischer Zeit. Insgesamt macht der Bau den Eindruck großer Eile. 
Wahrscheinlich wurden zahlreiche Spolien aus einem Friedhof mitverbaut. Entdeckt wurden zwischen dem Westturm und dem Nordostturm bei Untersuchungen 29 spätantike Gräber. Sie ließen sich in die Zeit zwischen dem frühen 4. (nördlich des Trajanstors unter der spätantiken Mauer) und dem späten 6. Jahrhundert datieren – ein Kindergrab mit einer Fibel. Teils befanden sich diese Gräber unter bloßen Tegulae, es wurden aber auch Amphorengräber, vor allem ummauerte Gräber freigelegt.